# Orectognathus csikii
Orectognathus csikii är en myrart som beskrevs av Szabo 1926. Orectognathus csikii ingår i släktet Orectognathus och familjen myror. Inga underarter finns listade i Catalogue of Life.